# Distrito de Mezőcsát
El distrito de Mezőcsát (húngaro: Mezőcsáti járás) es un distrito húngaro perteneciente al condado de Borsod-Abaúj-Zemplén.
En 2013 tenía 14 635 habitantes. Su capital es Mezőcsát.

## Municipios
El distrito tiene una ciudad (en negrita) y 7 pueblos (población a 1 de enero de 2012):
- Ároktő (1051)
- Gelej (588)
- Hejőpapi (1119)
- Igrici (1219)
- Mezőcsát (5891) – la capital
- Tiszadorogma (367)
- Tiszakeszi (2487)
- Tiszatarján (1408)